# مارگردن آفریقایی

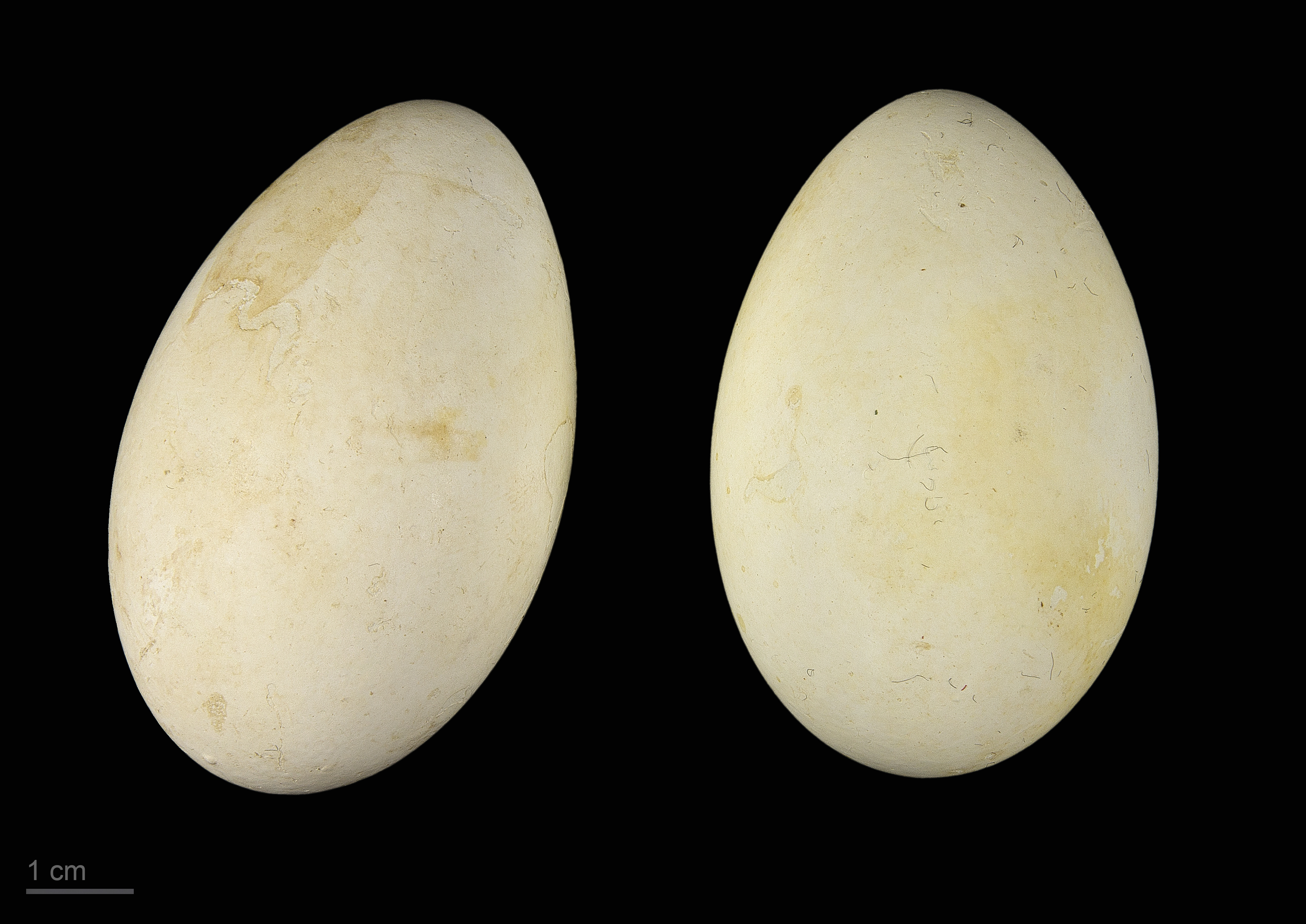
Anhinga rufa chantrei

مارگردن آفریقایی (نام علمی: Anhinga rufa) نام یک گونه از سرده مارگردن‌ها است. اگرچه این پرنده در تیره‌ای جدا از باکلان‌ها قرار دارد، اما به دلیل شباهت ظاهری گاه با نام «باکلان مارگردن» نیز شناخته می‌شود. این پرنده در هنگام شنا همهٔ بدن را به زیر آب می‌برد و تنها سر و قسمتی از گردن بیرون از آب می‌مانند.

## توصیف ظاهری
مارگردن آفریقایی دارای طولی برابر با ۹۵ سانتی‌متر است و ظاهری همانند باکلان با گردن و دمی درازتر دارد. سر و گلو قهوه‌ای مسی هستند و در زیر چشم نواری سفید مایل به قهوه‌ای دیده می‌شود که تا میانهٔ گردن امتداد دارد. روتنه و دم این پرنده سیاه است اما روی بال‌هایش خطوط و لکه‌های سفید ی دیده می‌شود. پرندهٔ نابالغ، به رنگ قهوه‌ای تیره است اما گردن و زیر گلو، سفید کمرنگ هستند.

## زیستگاه
مارگردن آفریقایی در آب‌های تازه و شیرین، رودخانه‌ها و تالاپ‌های مناطق گرم زندگی می‌کند تخم‌های خود را در میان جمعیت باکلان‌ها می‌گذارد. این پرنده را می‌توان در بیشتر مناطق آفریقای سیاه و جنوبی یافت. این پرنده در استان خوزستان به خصوص هورالعظیم یافت می شود.
مارگردن آفریقایی از ماهی تغذیه می‌کند.